# Gu Family Book
Gu Family Book (hangul: 구가의 서; RR: Gugaui Seo) és una sèrie de televisió sud-coreana del 2013 protagonitzada per Lee Seung-gi i Bae Suzy. El drama històric d’acció d’arts marcials de fusió tracta d’un mig home mig monstre que busca un llibre centenari que, segons la llegenda del gumiho, conté el secret per esdevenir humans.
Filmada a MBC Dramia a la província de Gyeonggi, la sèrie es va emetre a MBC del 8 d'abril al 25 de juny de 2013, els dilluns i dimarts a les 21:55 durant 24 capítols.

## Repartiment
- Lee Seung-gi com Choi Kang-chi
- Bae Suzy com Dam Yeo-wool
- Sung Joon com Gon
- Lee Yu-bi com Park Chung-jo
- Yoo Yeon-seok com Park Tae-seo